# Gosztonyi András (labdarúgó)
Gosztonyi András (Kaposvár, 1990. november 7. –) magyar labdarúgó, posztja középpályás. Gosztonyi tagja volt az egyiptomi 2009-es U20-as labdarúgó-világbajnokság magyar válogatott keretének, amely bronzérmet szerzett.

## Pályafutása

### Klubcsapatokban
A játékos 1997-től a kaposvári Mézga FC-ben kezdett focizni, ahonnan öt évvel később a Kaposvári Rákoczi FC-hez igazolt. 2006-ban került fel a fővárosi MTK csapatához, ahol három évvel később mutatkozhatott be a felnőtt csapatban NB I-es mérkőzésen a Győri ETO FC ellen. Ebben a szezonban tizenegy mérkőzésen lépett pályára. A következő szezonban a Szombathelyi Haladás csapata ellen megszerezte élete első NB I-es gólját. A 2009-es szezonban tizenhárom meccs alatt összesen ötször talált be az ellenfél kapujába Gosztonyi. 2009 januárjában tagja volt az Összefogás Napja alkalmából megrendezett teremtornán győztes MTK csapatának.
2010 februárjában igazolt az olasz AS Bari csapatához, fél plusz hároméves szerződést kötött. 2010. április 11-én mutatkozott be új csapatában, a 77. percben Barretót váltotta. Még egy mérkőzésen szerepelt, Juventus ellen 19 percet kapott. A Bari anyagi okok miatt nem él opciós jogával.
2010 júniusában hároméves szerződést kötött a bajnoki ezüstérmes Videoton FC csapatával. Tagja volt a Vidi történetének első bajnokságot nyert csapatának, a fehérváriak magabiztosan végeztek a 2010-2011-es bajnokság első helyén. Utóbbi évben nélkülözték a fehérvári klubnál, majd 2012 nyarán klubot váltott és Diósgyőrbe igazolt.

### A válogatottban
Gosztonyi tagja volt az egyiptomi 2009-es U20-as labdarúgó-világbajnokság U20-as magyar labdarúgó-válogatott keretének, amely bronzérmes lett.

## Sikerei, díjai

### Klubcsapatokban
Videoton FC
- Magyar bajnoki aranyérmes: 2010–11
- Magyar szuperkupa-győztes: 2011

### A válogatottban
Magyarország U20
- U20-as labdarúgó-világbajnokság
  - Bronzérmes: 2009